# ムハンマド・ナジーブ・アッ＝ルバーイー
ムハマド・ナジーブ・アッ＝ルバーイー（アラビア語:محمد نجيب الربيعي 、Muhammad Najib ar-Ruba'i、1904年7月14日 - 1965年）は、イラク共和国の政治家。同国の初代大統領（主権評議会議長）(在任期間：1958年7月14日 - 1963年2月8日)を務めた。
アブドルカリーム・カーシムとともに、1958年の王政打倒クーデター（7月14日革命）の指導者の1人だった。

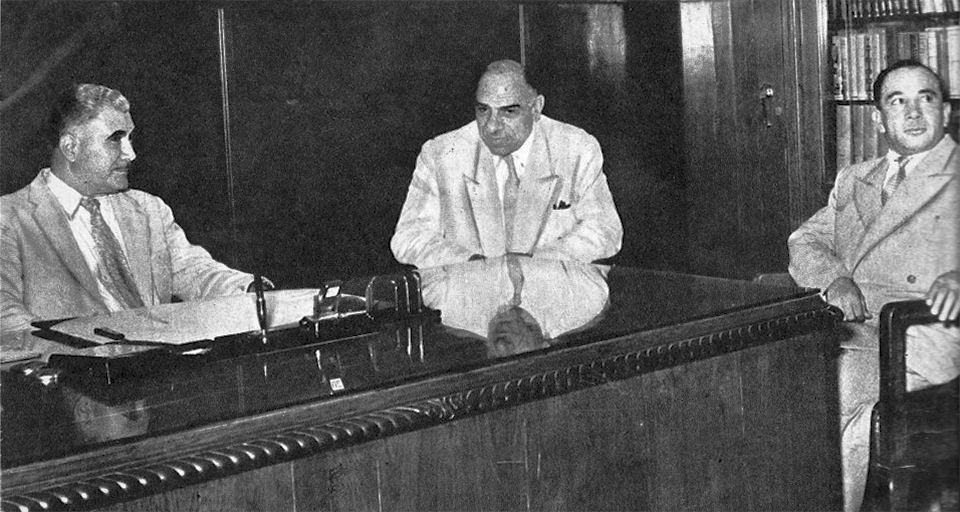
イラク主権評議会（左からルバーイー＝スンナ派、ムハンマド・マフディ・クッバ＝シーア派、ハリド・アル・ナクシュバンディ＝クルド人）

カーシムが首相として権力の大半を掌握し、ルバーイーは「主権評議会議長」という立場で事実上の初代大統領となった。主権評議会はスンナ派・シーア派・クルド人の各代表から構成されており、ルバーイーはスンナ派コミュニティの代表だった。
1963 年、バアス党とアブドッサラーム・アーリフらによるクーデター（ラマダーン革命）によってカーシム政権が打倒されると、ルバーイーも大統領を辞任し政界を退くことになった。そして、1965年に死亡した。